# Neobisium svilajae
Espèce
Neobisium svilajae est une espèce de pseudoscorpions de la famille des Neobisiidae.

## Distribution
Cette espèce est endémique de Croatie. Elle se rencontre sur le mont Svilaja dans la grotte Jama na Vlačine.

## Description
Le mâle holotype mesure 3,71 mm. Ce pseudoscorpion est anophtalme.

## Étymologie
Son nom d'espèce lui a été donné en référence au lieu de sa découverte, le mont Svilaja.

## Publication originale
- Dimitrijević & Rađa, 2009 : On two new pseudoscorpions (Pseudoscorpiones, Arachnida) from Dalmatia (Croatia). Papers dedicated to Prof. Dr. Božidar Ćurčić. Advances in Arachnology and Developmental Biology Monographs, vol. 12, p. 259-266.